# سیدونی ماترسیل
سیدونی ماترسیل (انگلیسی: Cydonie Mothersille؛ زادهٔ ۱۹ مارس ۱۹۷۸) دونده اهل جزایر کیمن بود.